# Loi omnibus
Une loi omnibus (du latin omnibus, « pour tout ») est une loi portant à la fois sur plusieurs sujets, généralement non reliés.

## Exemples
Canada
- Loi de 1968-69 modifiant le droit pénal (S.C. 1968-69, c. 38)
- Loi C-45

États-Unis
- Omnibus spending bill (en)

Espagne
- Loi de modification de diverses lois sur le libre accès et l'exercice des activités de service (es)